# Петър Кунчев
Петър Иванов Кунчев е български национален революционер. Участник в Ботевата чета и опълченец-поборник. Брат на Васил Левски.

## Биография
Петър Кунчев е роден в 1844 година в град Карлово. Най-малкият син в семейството на Иван и Гина Кунчеви. Брат на Христо Кунчев, Васил Левски и Ана (Яна) Караиванова. Деен участник в българското националноосвободително движение.
Учи във взаимното карловско училище. През 1868 година се премества от Карлово в Пловдив, където живее няколко години. След смъртта на брат си отива в Ловеч, за да убие поп Кръстю, но се отказва и се връща. Според по-популярната версия – разубеден е от ловешките съратници на Левски да не го прави. През 1874 година емигрира във Влашко. Живее в Браила и Букурещ, където търси съдействие от Евлоги Георгиев.
През 1876 година се записва в четата на Христо Ботев и участва в нейния поход. След смъртта на войводата четата се разпръсква. Заедно с другаря си Костадин Димитров от Сливен успява да се добере до София. Тук три месеца и половина се укрива в къщурката на хаджи Стояна Цокова. Заловен е от турската полиция на улицата, но успява да избяга. След султанската амнистия (1 август 1876 г.) среща своя съчетник Илин Видолов и с неговия билет за свободно придвижване отпътува през Цариград към Кишинев, където в 1877 година постъпва в Българското опълчение. Участва в боевете на Шипка, където е ранен в крака, поради което е откаран за лечение във Велико Търново, а после и в град Харков. Непосредствено след Санстефанския мирен договор, пристига в родния си град Карлово, няколко месеца след смъртта на майка му. Стотици карловци са избити по време Руско-турската война от турската редовна и нередовна армия. В такава обстановка Петър първоначално трудно намира препитание. Пише писма на Найден Геров за съдействие. От карловската община е настанен в къщата на избягал турчин, но по-късно се премества да живее при сестра си Ана. Известно време е без работа, но по-късно е нает като старши стражар.
Заболял от туберкулоза, той умира в есента на 1881 година.